# Panteras Negras F.C.
O Panteras Negras Footballers Club, também conhecido por Panteras Negras F.C. ou simplesmente Panteras Negras, é um clube de futebol português fundado em 2025. Surgiu na sequência dos problemas vividos pelo Boavista F.C., começando por disputar a 1.ª Divisão Distrital da A.F. Porto.

## História
Em maio de 2025, o Boavista F.C., com a SAD mergulhada numa crise financeira, foi despromovido à Liga Portugal 2 depois de terminar o campeonato da Liga Portugal em 18.º e último lugar.
A falta de meios financeiros fez com que a SAD falhasse a inscrição na Liga Portugal 2.. Alvo de um processo de insolvência, também não conseguiu inscrever-se na Liga 3 e no Campeonato de Portugal. Assim, a equipa da SAD foi despromovida administrativamente à LigaPro da A.F. Porto.
Em paralelo, o Boavista F.C. (clube) decidiu inscrever uma equipa na 1.ª Divisão da A.F. Porto, o terceiro e mais baixo escalão do futebol distrital portuense.
Perante esta luta entre clube e SAD, a histórica claque Panteras Negras decidiu avançar para a fundação do seu próprio clube a 21 de julho de 2025: o Panteras Negras Footballers Club. O objetivo foi "criar um projeto desportivo que amanhã possa servir o Boavista". Nuno Fonseca foi designado como Presidente e Pedro Cortez assumiu o cargo de vice-presidente, enquanto Milton Ribeiro foi anunciado como treinador.
Semanas depois, o novo clube foi confirmado como filiado na A.F. Porto, disputando a 2.ª Divisão da AFP na sua primeira época. Os jogos serão no Parque Desportivo de Ramalde, a poucos quilómetros do Estádio do Bessa - a histórica casa boavisteira.